# Rajongemeinde Vilnius
Die Rajongemeinde Vilnius (litauisch Vilniaus rajono savivaldybė) ist eine der größten unter den 60 Selbstverwaltungsgemeinden Litauens. Sie umschließt die Stadtgemeinde Vilnius und damit die litauische Hauptstadt zu mehr als 4/5.

## Bevölkerung
Auf einer Fläche von 2129,15 km² leben 114.634 Menschen (Stand: 2023). Zwischen den Weltkriegen gehörte das Gebiet zu Polen. Noch heute stellt die polnische Minderheit in Litauen in der Region die Bevölkerungsmehrheit. Im Jahr 2002 gaben von damals nicht ganz 90.000 Einwohnern 61,3 % polnisch als Nationalität an, gegenüber nur 22,4 % die sich als Litauer identifizierten. Weitere Minderheiten in der Region sind Russen (8,4 %), Weißrussen (4,4 %) und Ukrainer (3,5 %).

## Ortschaften
– durch Striche abgetrennt: Einwohnerzahlen 2005 –
- 1 Stadt (Nemenčinė) - 5885
- 4 Städtchen:
  - Bezdonys - 857
  - Maišiagala - 1634
  - Mickūnai - 1500
  - Šumskas - 998
- 1091 Dörfer
- etliche Einzelhöfe

## Verwaltungsgliederung

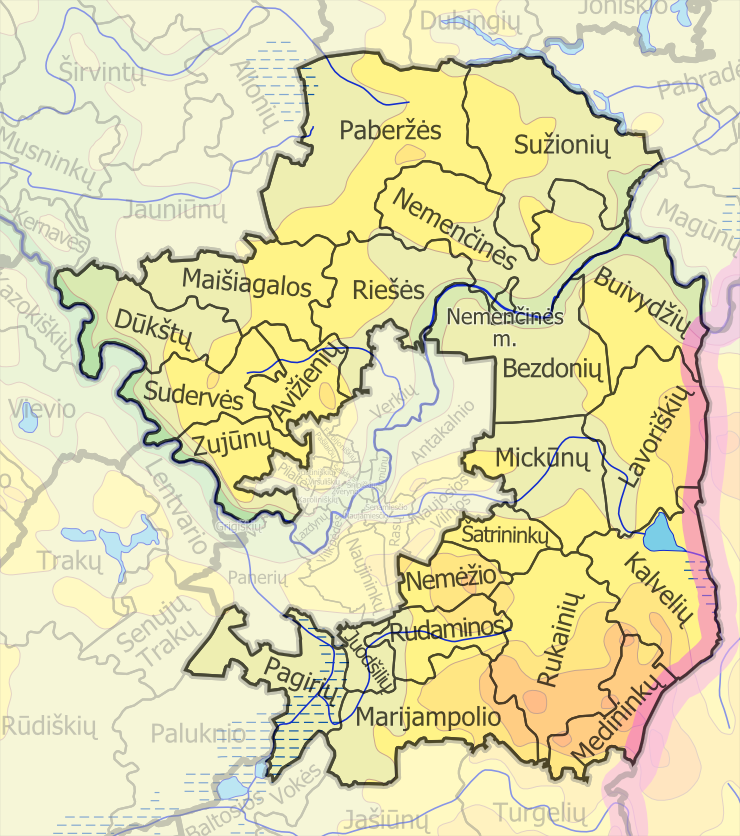
Amtsbezirke der Rajongemeinde Vilnius

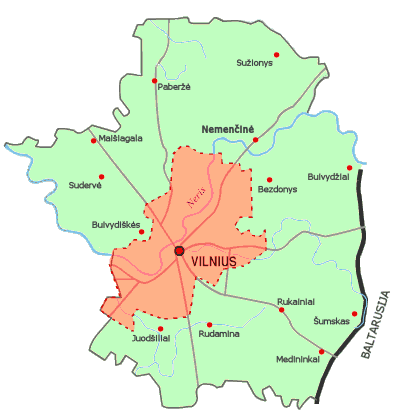
Orange = Stadtgemeinde Vilnius
grün = Rajongemeinde Vilnius

Die Rajongemeinde Vilnius ist  in 23 Seniūnijas (Amtsbezirke) eingeteilt, das Stadtamt Nemenčinė und 22 Landämter:
– durch Striche abgetrennt: Einwohnerzahlen 2005 und Nationalitätenverhältnis 2001 –
- Avižieniai - 5119  - 46 % Litauer, 42 % Polen
- Bezdonys - 2282 - 15 % Litauer, 65 % Polen
- Buivydiškės
- Buivydžiai - 1097 - 4 % Litauer, 87 % Polen
- Didžioji Riešė, 2.465 Einwohner
- Dūkštos - 1870 - 10 % Litauer, 73 % Polen
- Juodšiliai - 5300 - 24 % Litauer, 54 % Polen
- Kalveliai - 5200 - 5 % Litauer, 63 % Polen
- Lavoriškės - 2597 - 4 % Litauer, 83 % Polen
- Maišiagala - 3150 - 26 % Litauer, 60 % Polen
- Marijampolis - 4500 - 9 % Litauer, 54 % Polen (nicht zu verwechseln mit dem Regierungsbezirk Marijampolė)
- Medininkai - 1477 - 3 % Litauer, 93 % Polen
- Mickūnai - 5070 - 22 % Litauer, 61 % Polen
- Nemenčinė (Dorf) - 4049
- Stadt Nemenčinė - 5885 - 24 % Litauer, 56 % Polen
- Nemėžis - 22 % Litauer, 45 % Polen, 20 % Weißrussen
- Paberžė - 4060 - 15 % Litauer, 66 % Polen
- Pagiriai - 9773 - 26 % Litauer, 40 % Polen
- Riešė - 4650 – 21  % Litauer, 65 % Polen (Sitz in Didžioji Riešė)
- Rudamina - 6240 - 30  % Litauer, 57 % Polen
- Rukainiai - 3285 - 2  % Litauer, 92 % Polen
- Sudervė - 2500 - 8  % Litauer, 89 % Polen
- Sužionys - 2320 - 9  % Litauer, 83 % Polen
- Šatrininkai - (Sitz in Vėliučionys)
- Zujūnai - 8970 - 40  % Litauer, 52 % Polen

## Bürgermeister
- 1995–2004:   Leokadija Janušauskienė (* 1955), VLS
- 2004–2023:   Marija Rekst (* 1956), LLRA
- 2023–(2027):    Robert Duchnevič (* 1991), LSDP

## Vizebürgermeister
- 2023–(2027): Algis Vaitkevičius, Danuta Narbut, Edita Tamošiūnaitė